# The Hotel (Bruxelles)
50°50′14″N 4°21′27″Ø / 50.83731°N 4.35739°Ø
The Hotel er et firstjernet hotel i Avenue Louise-området i Bruxelles, Belgien, som drives af den svenske hotelgruppe Pandox AB.
Hotellet åbnede som et Hilton-hotel i 1969. Pandox AB købte bygningen i september 2010, overtog driften i februar 2011 og påbegyndte en fuldstændig renovering af de 27 etager. Renoveringen varede et par år.

## Historie
Hotellet, som ligger på Boulevard de Waterloo, var et af de første internationale hoteller opført i Bruxelles. I 1969 var alle bygningerne langs Boulevard de Waterloo i stilarter som ny-rokoko, ny-klassicistisk eller ny-renæssance. Hotelbygningens 27 etager høje tårn brød med dette. Bygningen er tegnet af Montois Partners Architects.
Hotellet er blandt Bruxelles' højeste bygninger.

## Eksternt link
- thehotel-brussels.be, hotellets officielle website